# بكاجيك (سلماس)
بكاجيك هي قرية في مقاطعة سلماس، إيران. عدد سكان هذه القرية هو 441 في سنة 2006.